# Fort Nelson (Colombie-Britannique)
Pour les articles homonymes, voir Fort Nelson (homonymie) et Nelson.
Fort Nelson est une ancienne ville de Colombie-Britannique, au Canada. En 2009, la ville a été incorporée à la municipalité régionale Northern Rockies.
La ville avait été fondée sur l'emplacement d'un comptoir établi en 1805. Son toponyme fait apparemment référence à l'amiral Nelson.

## Démographie
| 2001  | 2006  | 2011  | 2016  |
| ----- | ----- | ----- | ----- |
| 4 188 | 4 514 | 3 561 | 3 366 |

## Climat

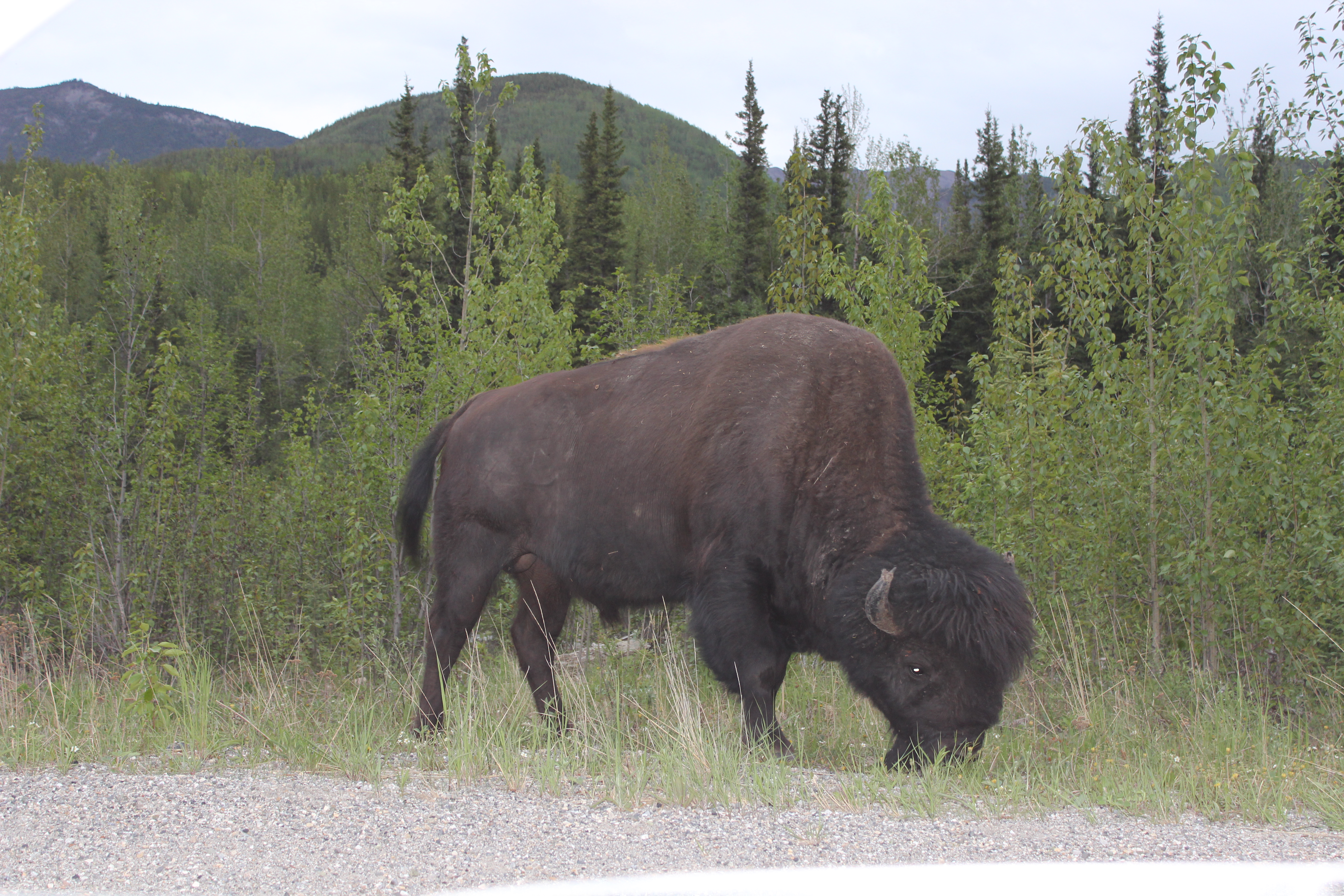
Bison dans les Rocheuses

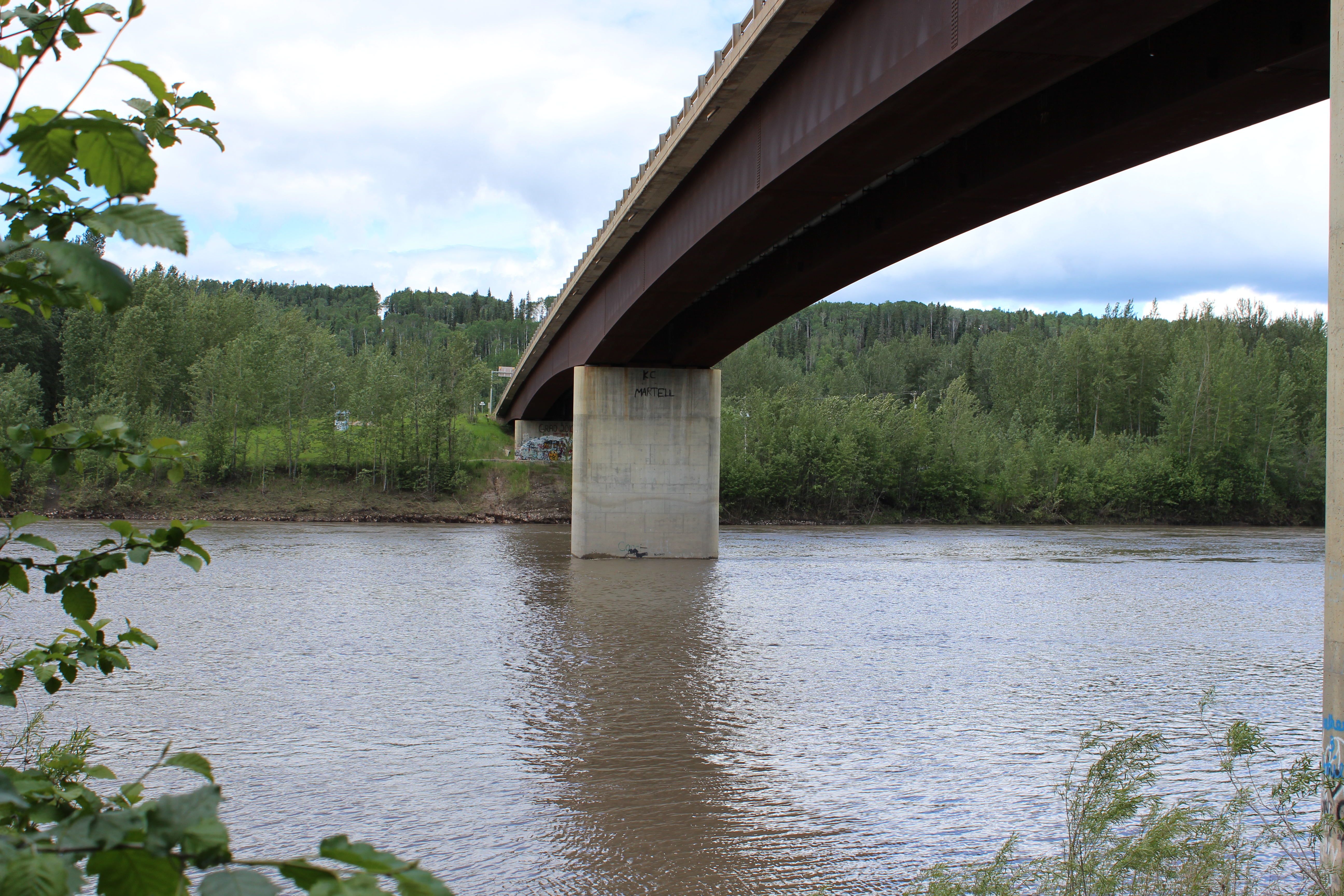
Rivière Muskwa

| Mois                                  | jan.       | fév.       | mars       | avril      | mai       | juin      | jui.      | août      | sep.       | oct.       | nov.       | déc.       | année      |
| ------------------------------------- | ---------- | ---------- | ---------- | ---------- | --------- | --------- | --------- | --------- | ---------- | ---------- | ---------- | ---------- | ---------- |
| Température minimale moyenne (°C)     | −24,6      | −20,8      | −14,2      | −3,6       | 3         | 8,6       | 10,9      | 8,8       | 3,1        | −4,2       | −16,7      | −22,8      | −6         |
| Température moyenne (°C)              | −20,3      | −15,2      | −7,6       | 3          | 9,7       | 15,1      | 17,1      | 15,1      | 9,2        | 0,5        | −12,8      | −18,7      | −0,4       |
| Température maximale moyenne (°C)     | −16,1      | −9,5       | −1,1       | 9,6        | 16,4      | 21,5      | 23,2      | 21,4      | 15,3       | 5,2        | −8,8       | −14,6      | 5,2        |
| Record de froid (°C) date du record   | −51,7 1947 | −48,3 1947 | −39,4 1951 | −34,4 1954 | −15 1961  | −1,1 1957 | 1,1 1953  | −4,5 1992 | −16,7 1974 | −28,6 1984 | −41,1 1963 | −47,8 1938 | −51,7 1947 |
| Record de chaleur (°C) date du record | 10,7 1981  | 15 1968    | 17,8 1966  | 27,3 1977  | 32,1 1983 | 36,3 2021 | 36,7 1942 | 34,6 2021 | 32,8 1938  | 26,7 1993  | 18,3 1969  | 10,7 1985  | 36,7 1942  |
| Ensoleillement (h)                    | 64,3       | 99,4       | 166,3      | 236,4      | 267,3     | 285,2     | 273,7     | 258,2     | 170,6      | 97,6       | 60,4       | 48,3       | 2 027,7    |
| Précipitations (mm)                   | 21,5       | 14,9       | 18,8       | 18,9       | 49        | 63        | 78,4      | 71,3      | 40,2       | 32,6       | 25,6       | 18         | 452,1      |
| dont neige (cm)                       | 28,6       | 22,4       | 27,2       | 15,7       | 7,5       | 0,1       | 0         | 0,6       | 3,4        | 23,3       | 35,3       | 26,8       | 190,8      |
| Nombre de jours avec précipitations   | 10,5       | 8,7        | 8,9        | 6,4        | 10,3      | 12,9      | 14,6      | 12,7      | 10,7       | 10,3       | 11,1       | 9,8        | 126,9      |
| Humidité relative (%)                 | 71,3       | 63,6       | 50,8       | 41,3       | 42        | 45,2      | 50,5      | 51,6      | 53,8       | 66,3       | 77,9       | 75,2       | 57,5       |
| Nombre de jours avec neige            | 11,2       | 9,5        | 9,3        | 4,4        | 1,9       | 0         | 0         | 0,2       | 1,2        | 6,8        | 11,8       | 10,6       | 66,7       |

| Diagramme climatique                                  |               |               |             |         |           |              |             |             |             |               |              |
| J                                                     | F             | M             | A           | M       | J         | J            | A           | S           | O           | N             | D            |
| −16,1−24,621,5                                        | −9,5−20,814,9 | −1,1−14,218,8 | 9,6−3,618,9 | 16,4349 | 21,58,663 | 23,210,978,4 | 21,48,871,3 | 15,33,140,2 | 5,2−4,232,6 | −8,8−16,725,6 | −14,6−22,818 |
| Moyennes : • Temp. maxi et mini °C • Précipitation mm |               |               |             |         |           |              |             |             |             |               |              |